# Imperanon
Imperanon – fiński zespół melodic death metalowy działający  w latach 1999–2007. 
Grupa została założona w 1999 przez Jaakko Nyland i Asko Sartanen. W 2000, gdy dołączyli Aleksi Sihvonen i Eki Nurmikari, nagrali pierwsze demo,  zatytułowane Until The End. Następnie Sartanen opuścił grupę i został zastąpiony przez Aleksiego Virta i Lauriego Koskenniemi. Kolejne demo, nazwane Imperanon zostało nagrane przed dołączeniem do Nuclear Blast. Ich debiutancki album Stained został wydany w 2004, po czym Koskenniemi opuścił zespół. Jego miejsce zajął Teemu Mäntysaari.
W 2005 Imperanon nagrał demo z trzema utworami, które nigdy nie zostało publicznie udostępnione i nie należy do ich dyskografii. W 2006 Imperanon stworzył kolejne – nie posiadające okładki – demo, znane jako 2006 Demo. 20 lipca 2007 Imperanon na swojej stronie MySpace wydał oświadczenie, w którym członkowie ogłosili rozpad zespołu, najprawdopodobniej z powodu Teemu Mäntysaari, który poświęcił się pracy w Wintersun oraz Aleksiego Sihvonen, który dołączył do fińskiej grupy death/thrash metalowego zespołu Medicated.

## Muzycy

### Obecny skład zespołu
- Aleksi Sihvonen – wokal/gitara
- Teemu Mäntysaari – gitara
- Aleksi Virta – instrumenty klawiszowe
- Eki Nurmikari – gitara basowa
- Jaakko Nylund (ur. 12 lipca 1984) – perkusja

### Byli członkowie zespołu
- Asko J. Sartanen – gitara
- Antti Alasimonen – gitara basowa
- Janne "Alek" Tschokkinen – gitara
- Mikko Nikunen – gitara basowa

## Dyskografia
- Until The End (2002 demo)
- Imperanon (2003 demo)
- Stained (2004 LP)
- 2006 Demo (2006 demo)